# Alejandro Sieveking
Alejandro Sieveking Campano, né le 5 septembre 1934, à Rengo (Chili) et mort le 5 mars 2020 à Santiago (Chili), est un dramaturge, metteur en scène et acteur chilien.

## Filmographie partielle

### Au cinéma
- 1968 : Trois tristes tigres (adaptation)
- 2013 : La pasión de Michelangelo
- 2015 : Raúl
- 2015 : El club de Pablo Larraín
- 2015 : Maknum González (terminé)
- 2015 : La Paradoja de Zenón : D'Artagnan
- 2016 : Fragmentos de Lucía : Emilio
- 2016 : El Invierno :  Evans
- 2017 : Mariana (Los Perros) de Marcela Said : Francisco, le père

### À la télévision
- 2020 : Helga y Flora : Raymond Gamper

## Distinction
- Prix Casa de las Américas en 1974, pour Pequeños animales abatidos